# 別濟緬涅 (奧布希夫區)
49°57′55″N 30°39′6″E / 49.96528°N 30.65167°E
貝濟門內（烏克蘭語：Безіменне）是位於烏克蘭北部的村莊，由基辅州奧布希夫區的奧布希夫市鎮負責管轄。該村始建於1926年，面積0.25平方公里，海拔高度171米，2001年人口62，人口密度每平方公里248人。